# Râul Drojdia
Râul Drojdia este un curs de apă, afluent al Pârâului Negru. 